# Maria Paredes Baulida
Maria Paredes Baulida (Girona, 1956) és una filòloga clàssica catalana i membre corresponent de l'Institut Menorquí d'Estudis. La seva activitat pedagògica s'ha centrat en l'ensenyament del llatí i el grec antic a nivell de Batxillerat, mentre que la seva activitat de recerca s'ha enfocat cap a la poesia llatina del segle xii i el Segle de les Llums a Menorca. En aquest sentit, ha treballat intensament sobre el lingüista menorquí Antoni Febrer i Cardona.
És professora associada de Filologia Llatina a la Universitat Autònoma de Barcelona (UAB) des del 2005. El 1997 fou guardonada amb el Premi Miquel dels Sants Oliver de l'Obra Cultural Balear.

## Obres publicades

### Llibres
- Paredes, Maria. Antoni Febrer i Cardona, la paraula salvada.  Menorca: Institut Menorquí d'Estudis, 1991.
- Paredes, Maria. Antoni Febrer i Cardona, un humanista il·lustrat a Menorca (1761-1841).  Barcelona: Curial-Publicacions de l'Abadia de Montserrat, 1996.

### Articles de recerca
- Paredes, Maria «La recuperació d'una figura cabdal de la Il·lustració menorquina: Antoni Febrer i Cardona (1761-1841)». Llengua & Literatura, 6, 1994–1995, pàg. 483-490.
- Paredes, Maria «Matrona animi virilis. Notes sobre les fonts clàssiques de la Lucrècia (1769) de Joan Ramis». Estudis Romànics, XXIII, 2001, pàg. 229-255.
- Paredes, Maria «La publicació de l'obra completa d'Antoni Febrer i Cardona (1761-1841), una realitat incipient». Estudis Romànics, XXVII, 2005, pàg. 299-303.